# Gaspar Frutuoso
Gaspar Frutuoso (Ponta Delgada, c. 1522 — Ribeira Grande, 24 de agosto de 1591), foi um historiador, sacerdote e humanista açoriano. Bacharel em Artes e Teologia pela Universidade de Salamanca e doutor em Teologia, destacou-se pela autoria da obra Saudades da Terra, uma detalhada descrição histórica e geográfica dos arquipélagos dos Açores, Madeira e Canárias, para além de múltiplas referências ao de Cabo Verde e a outras regiões atlânticas. Essa abrangência faz de Gaspar Frutuoso um verdadeiro cronista insulano, já que a sua obra interessa ao conhecimento de toda a Macaronésia.

## Biografia
Nasceu na cidade, então vila, de Ponta Delgada, no ano de 1522, filho de Frutuoso Dias, mercador e proprietário de terrenos dados de sesmaria, e de sua esposa Isabel Fernandes. A inexistência de registos coevos conhecidos não permite determinar a data exata do seu nascimento. Interessou-se precocemente pela leitura e meditação, revelando vocação para o estudo, manifestada na aula primária de gramática latina, mas para além disso, pouco se conhece sobre a sua juventude além de algumas referências incertas a ter administrado as terras de seus pais. É comum atribuir-se ao Livro V de sua obra, as Saudades da Terra, foros de autobiografia, supondo-se, na história dos dois amigos, uma referência às aventuras e infortúnios de Frutuoso e Gaspar Gonçalves na juventude.
Os primeiros registos documentais certificam a sua matrícula na Universidade de Salamanca em 1548, para estudar Artes e Teologia. Os registos da mesma Universidade demonstram que Frutuoso, com outros alunos de origem açoriana, frequentou, embora aparentemente com interrupções, os estudos até 1558, ano em que obteve o bacharelato em Artes e Teologia, conforme ata datada de 9 de fevereiro daquele ano.
Teria sido ordenado presbítero desde por volta de 1554, aparentemente numa visita a São Miguel, já que o seu registo em Salamanca, para o ano lectivo de 1554-1555 dá-o, pela primeira, vez como "presbitero bachiller".
Em Salamanca estudou sob a orientação do célebre teólogo Domingo de Soto, confessor do Imperador Carlos V e enviado ao Concílio de Trento.
De volta a São Miguel, foi pároco da vila da Lagoa, na freguesia de Santa Cruz, onde existem registos por ele lavrados referentes aos anos de 1558 a 1560.
Em 1560 retornou a Salamanca, talvez para se doutorar. Nesse mesmo ano mudou-se para Bragança, passando a ser um próximo colaborador do bispo D. Julião de Alva, aí permanecendo até 1563.
Não se conhece o registo da obtenção do seu grau de Doutor, embora ele o use a partir de 1565. Poderá ter sido obtido na Universidade de Évora, então uma instituição da Companhia de Jesus, o que explicaria a sua profunda ligação posterior aquela organização.
Por carta de confirmação de 20 de maio de 1565 foi nomeado vigário e pregador da Matriz de Nossa Senhora da Estrela da então vila da Ribeira Grande, cargo que exerceu durante 26 anos, até à sua morte. Nesse período dedicou-se à vida paroquial e à prática de caridade, dentro e fora da ilha.
Em 1566, quando do assalto francês ao Funchal, fez um peditório a favor dos madeirenses, tendo para lá enviado trigo e dinheiro.
Foi sepultado na capela-mor da sua igreja, acima dos primeiros degraus, quase defronte do altar-mor. Em 3 de setembro de 1866, os seus restos foram trasladados para o cemitério da Ribeira Grande, assinalados por um pequeno mausoléu, onde se inscreve:
"Aqui jazem as cinzas do Revd.º Gaspar Fructuoso, historiador das ilhas dos Açores e doutor graduado em philosophia e theologia pela Universidade de Salamanca, o qual nasceu na cidade de Ponta Delgada em 1522 e faleceu nesta Villa em 24 de Agosto de 1591. Tendo recusado o bispado de Angra que em seu favor quisera resignar o ex.mo Bispo D. Manoel de Almada, preferiu à mitra a vigararia da Matriz desta Villa, que serviu por 40 anos. A Camara Municipal deste concelho a expensas do município e coadjuvada pelos donativos de alguns michaelenses, mandou erigir este monumento à memoria de varão tão insigne em letras e em virtudes, 1867."
Em frente à sua igreja ergue-se, em sua homenagem, uma estátua de autoria do escultor açoriano Numídico Bessone.

## Obra
- Saudades da Terra